# Międzynarodowa Liga Komunistyczna (Portugalia)

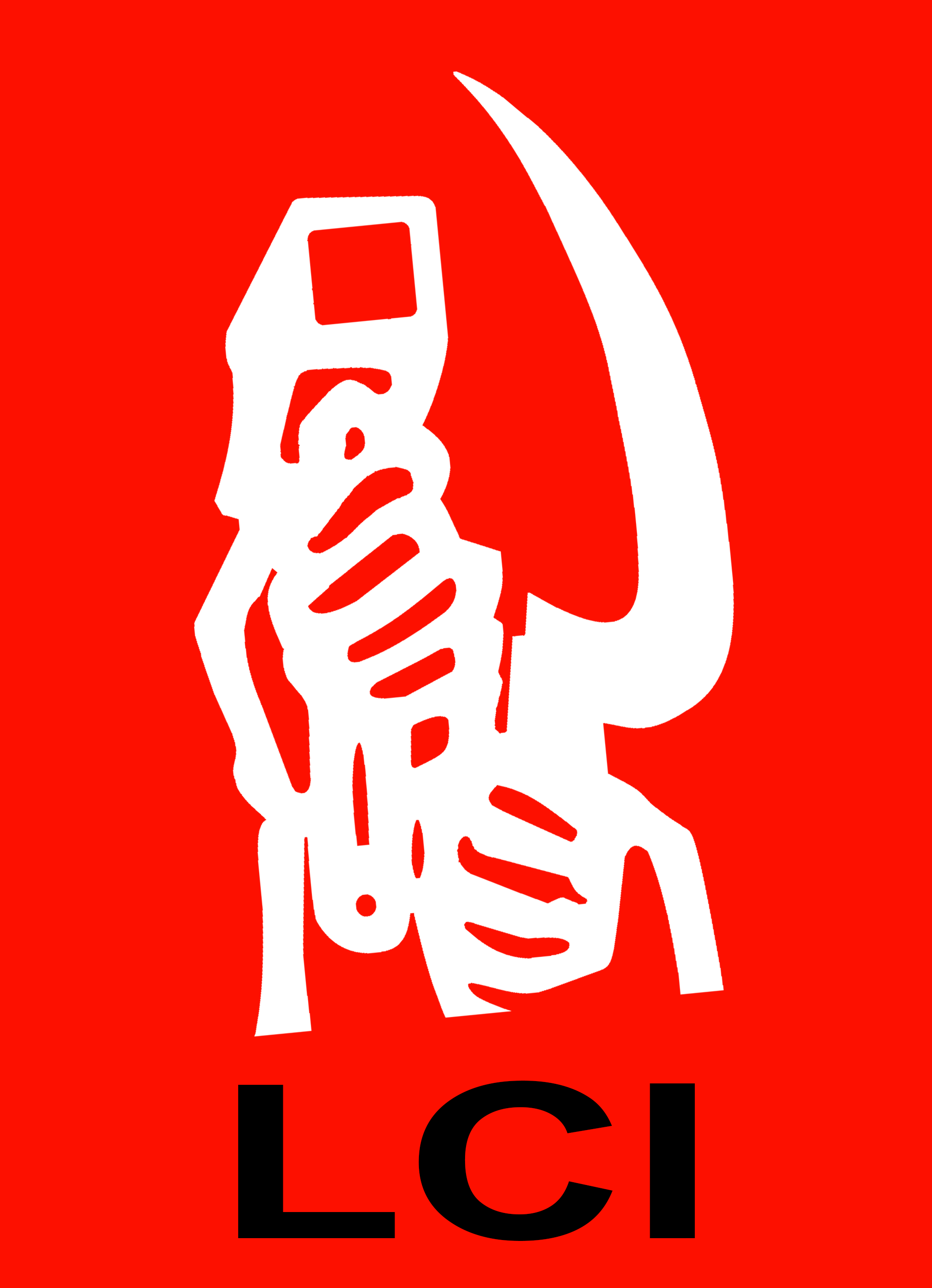
Logo partii

Międzynarodowa Liga Komunistyczna (port. Liga Comunista Internacionalista, LCI) była trockistowską partią polityczną działającą w Portugalii. LCI została założona w 1973 r. Została portugalską sekcją zreunifikowanej Czwartej Międzynarodówki.
LCI wydawało swoją gazetę, pt. Accão Comunista.
W 1978 roku Liga połączyła się z Rewolucyjną Partią Pracowników (PRT) i utworzyła Rewolucyjną Partię Socjalistyczną.